# 大分県竹工芸・訓練支援センター
大分県立竹工芸訓練センター（おおいたけんたけこうげい・くんれんセンター）（旧大分県竹工芸・訓練支援センター）は、大分県別府市にある職業能力開発促進法に基づく県立の職業能力開発校である。竹工芸の人材育成を行う。かつては介護サービス科も設置されていた。

## 概要
竹工芸の技術者育成、試験研究を行う公設試験研究機関として、1938年（昭和13年）に大分県によって設立された大分県工業試験場別府工芸指導所（1954年大分県別府産業工芸試験所に改称）が前身。
大分県竹工芸・訓練支援センターは、大分県立別府高等技術専門校との統合で発足した公共職業能力開発施設の一つで、経済産業大臣指定伝統的工芸品に指定された別府竹細工が伝わる大分県別府市に設けられた、日本で唯一の公立の竹工芸の教育・訓練機関である。
竹工芸科は、伝統的工芸品としての竹工芸に関する専門人材の育成を行い、全国の主だった産地へも多くの技術者を送り出している。
全国から入校希望者が集まり毎年募集定員を大きく超える。2013年度より訓練期間を延長して2年制となったが、定員は10名と半減しより狭き門となった。
その他に、県内外の竹加工等に関する技術相談に対応し、技術指導や企業単独での入手が困難な加工機械の貸し付けを行っている。2009年にはセンター内に竹工芸支援用のインキュベーション型貸し工房を開設して技術者の定着をはかっている。
2016年（平成28年）3月31日をもって介護サービス科が廃科となり、竹工芸科のみとなる。また、翌4月1日より施設の名称が変更され「 大分県立竹工芸訓練センター 」となる。

### 学科
統一募集は毎年1月、入校時期は毎年4月。竹工芸科のみ高卒予定者を対象とした早期募集が毎年11月にある。
- 竹工芸科 - 訓練期間2年・定員12名（平成29年度に10名から12名に変更）
- 介護サービス科（2016年に廃科） - 訓練期間1年・定員30名

### 所在地
- 大分県別府市東荘園3-3

## 沿革
- 1938年（昭和13年）1月 - 大分県工業試験場別府工芸指導所を別府市浜脇に設置。
- 1948年（昭和23年）4月 - 別府工芸指導所を大分県工業試験場から分離するとともに、大分県別府工芸指導所に改称。
- 1952年（昭和27年）5月 - 大分県別府工芸指導所を別府市秋葉通に新築移転。
- 1954年（昭和29年）4月 - 大分県別府工芸指導所を大分県別府産業工芸試験所に改称。
- 1963年（昭和38年）10月 - 大分県別府産業工芸試験所を別府市東荘園町に新築移転。
- 1994年（平成6年）4月 - 大分県工業試験場、別府産業工芸試験所、日田産業工芸試験所を統合して大分県産業科学技術センター発足。
- 2001年（平成13年）4月 - 大分県産業科学技術センターから別府産業工芸試験所を分離するとともに、大分県立別府高等技術専門校と統合し、大分県竹工芸・訓練支援センターとして発足。
- 2009年（平成21年） - 貸し工房「未来竹房 B-スクエア」開設。
- 2013年（平成25年）3月 - 中堅技術者養成指導課程が終了
- 2016年（平成28年）3月 - 介護サービス科が廃科。
- 2016年（平成28年）4月 - 「大分県立竹工芸訓練センター」へ名称が変更される。